# Bruk-Bet Termalica Nieciecza
Bruk-Bet Termalica Nieciecza Klub Sportowy is een Poolse voetbalclub uit het dorp Nieciecza met 750 inwoners. De club is opgericht in 1922. De clubkleuren van KS Nieciecza zijn blauw-geel. De club draagt sinds 2010 de naam van de sponsor Termalica - Bruk-Bet.
Op 1 juli 2015 promoveerde de club naar de Poolse eredivisie, de Ekstraklasa. In 2018 degradeerde de club naar de I liga.